# گوگولثو
گوگولثو (به لاتین: Gugulethu) یک منطقهٔ مسکونی در آفریقای جنوبی است که در حومه کیپ‌تاون واقع شده‌است.